# Музей народов Таллина
Музей народов Таллина (эст. Tallinna rahvaste muuseum), до 6 сентября 2024 года Таллинский русский музей (эст. Tallinna Vene Muuseum) — учреждение культуры Эстонии. Филиал Таллинского городского музея. Переименован в рамках кампании по исключению слова «русский» из названий всех государственных и муниципальных учреждений и организаций Эстонии.
Был создан для сохранения, исследования, экспонирования и популяризации культурного наследия русской общины Таллина. Причиной его переименования музейное руководство объяснило тем, что это учреждение культуры многие годы «своими выставками отражает наследие и традиции различных народов, живущих в Таллине, и их вклад в культурное наследие города».
Музей занимает исторический дом № 29а на улице Пикк, внесённый в Регистр памятников культуры Эстонии как памятник архитектуры.

## История
Основан в 2016 году.

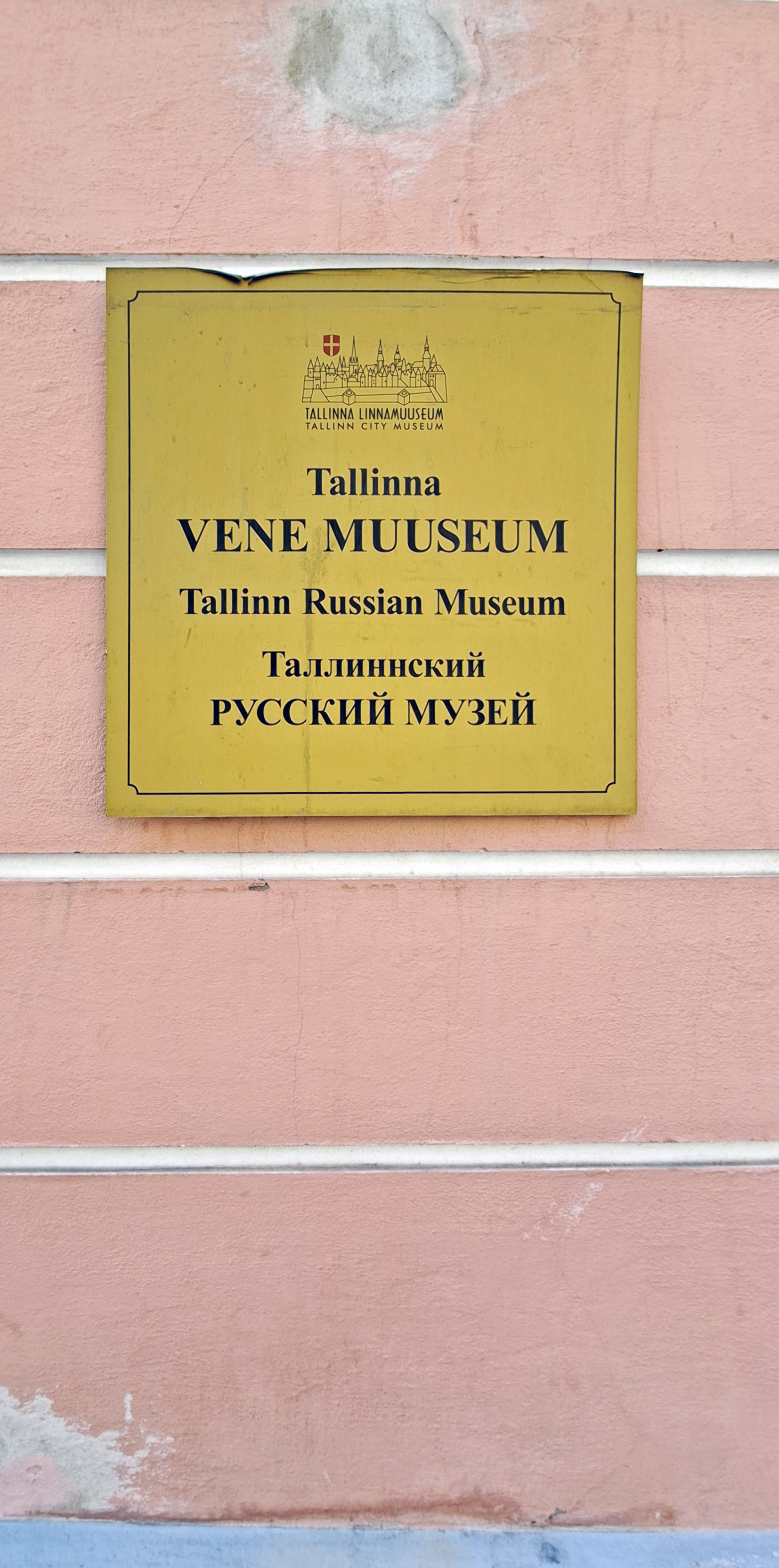
Вывеска музея на доме 29а по ул. Пикк в августе 2024 года

Идея создания музея русской культуры в Эстонии возникла ещё в 1931 году после проведённой в апреле того года «Русской выставки» в здании Большой гильдии на улице Пикк, 17. Выставку посетили представитель главы государства полковник Якобсен, епископ Печерский Иоанн, а позднее — глава Эстонской республики Константин Пятс.
В советское время проект реализован не был. В середине 1970-х годов Совет Министров и Министерство культуры Эстонской ССР обсуждали вопрос о создании музея русской культуры. Экспозиция церковных предметов и икон была запланирована в подвале Александро-Невского собора.
К этому вопросу вернулись в 2000-х годах. Большую организационную роль сыграли эстонские политики Сергей Иванов и Станислав Черепанов. Создание музея такого профиля было поддержано городской администрацией, политиками России и Эстонии, однако конкретных действий долго не предпринималось, достойного помещения под размещение музея долго не находилось. Вскоре между Ивановым и городскими властями произошёл конфликт, закончившийся судебным разбирательством.
В 2003 году для размещения музея было передано здание на улице Лидии Койдула, 23, требовавшее ремонта.
В 2005 году музей посетил председатель российского Федерального агентства по культуре и кинематографии Михаил Швыдкой.
В 2012 году решением городского собрания Таллина целевое учреждение «Таллиннский Русский Музей» получило право на ближайшие 15 лет безвозмездно использовать под музей и культурный центр помещения по адресу Пикк 29а.

## Экспозиция
Постоянная экспозиция пока не организована. Проводятся временные выставки. В 2023 году в музее открылась выставка, посвящённая архитектору Александру Владовскому. 20 июля 2023 года была открыта выставка «Мустамяэ. Город мечты?», которая будет работать два года.

## Переименование учреждения
Весной 2024 года членами Таллинского горсобрания был поднят вопрос о переименовании таллинского Центра русской культуры и Таллинского русского музея. Для первого были предложены варианты Культурный центр национальных меньшинств и Таллинский центр национальных культур. По словам директора Таллинского русского музея Хели Нургер (Heli Nurger), в первый раз идея о переименовании обсуждалась уже в 2020 году. Она отдавала предпочтение названию Таллинский национальный музей.
4 июня 2025 года горуправа Таллина приняла решение о передаче Центра русской культуры недоходному объединению «Котёл культуры», с переименованием ЦРК в Культурный центр «Мере» (эст. Mere kultuurikeskus, с эст. букв. «Морской культурный центр»).